# Цыпко, Виталий Владимирович
Вита́лий Влади́мирович Цыпко́ (род. 3 июня 1976, Днепропетровск) — украинский боксёр, представитель второй средней весовой категории. Выступал на профессиональном уровне в период 1999—2009 годов, владел титулами чемпиона Европы EBU и интерконтинентального чемпиона WBA.

## Биография
Виталий Цыпко родился 3 июня 1976 года в городе Днепропетровске Украинской ССР. В детстве серьёзно занимался футболом, играл в местной детской команде «Победа-82». Затем увлёкся единоборствами, практиковал карате и кикбоксинг в днепропетровском бойцовском клубе «Штурм». В конечном счёте сделал выбор в пользу бокса, проходил подготовку в секции при средней школе № 107 под руководством заслуженного тренера Украины Виталия Николаевича Дорофеева.
Дебютировал на профессиональном уровне в октябре 1999 года, выиграв у своего соперника техническим нокаутом в третьем раунде. Первое время выступал на территории Украины, завоевал вакантный титул чемпиона Евразии по версии Международной боксёрской федерации (IBF) в среднем весе, выиграл у непобеждённого российского проспекта Асламбека Кодзоева, имевшего семь побед на профи-ринге.
Имея в послужном списке восемь побед без единого поражения, в 2002 году подписал долгосрочный контракт с немецким промоутером Вильфридом Зауэрландом и с этого времени начал регулярно выступать на турнирах в Германии. В феврале 2004 года завоевал вакантный титул интерконтинентального чемпиона по версии Всемирной боксёрской ассоциации (WBA) во втором среднем весе, выиграв единогласным решением судей у ганца Чарльза Адаму. Впоследствии дважды защитил этот чемпионский пояс в поединках против Александра Зайцева и Лоуренса Чапмана.
Летом 2004 года отправился в США и вышел на ринг против непобеждённого американца Джеффа Лейси (16-0) — победитель этого противостояния должен был стать официальным претендентом на титул чемпиона мира IBF во втором среднем весе. Однако уже в первом раунде в результате непреднамеренного столкновения головами у Цыпко открылось сильное рассечение, бой остановили и признали несостоявшимся.
Вернувшись в Европу, Виталий Цыпко продолжил побеждать и в июле 2005 года получил право оспорить вакантный титул чемпиона Европы по версии Европейского боксёрского союза (EBU) во втором среднем весе. Другим претендентом стал британец Брайан Мэги (23-1), боксёры преодолели всю дистанцию в 12 раундов, в итоге судьи раздельным решением отдали победу Цыпко (счёт 115-113, 115-114, 114-115).
Тем не менее, Цыпко оставался чемпионом Европы не долго, уже во время первой защиты титула во Франции он уступил единогласным судейским решением непобеждённому французу Джексону Шане (25-0), потерпев тем самым первое в профессиональной карьере поражение.
На лето 2006 года планировался бой с действующим чемпионом мира WBA датчанином Миккелем Кесслером (37-0), но буквально за несколько недель до начала турнира тот получил травму во время спарринга, и организаторы отменили этот бой. Вместо этого в сентябре Цыпко досрочно выиграл у хорвата Степана Божича (18-2) — во втором раунде дважды отправлял его в нокдаун, после чего рефери остановил бой, засчитав технический нокаут.
В декабре 2006 года в США состоялся повторный поединок с Джеффом Лейси (21-1), который к тому моменту одержал несколько значимых побед и предпринял неудачную попытку отобрать титул чемпиона мира у Джо Кальзаге. На этот раз бой продлился всё отведённое время, и Лейси выиграл достаточно спорным решением большинства судей.
В июне 2007 года Цыпко выступил в спорткомплексе «Олимпийский» в Москве в андеркарде боя Александр Поветкин — Ларри Дональд, выиграв у соотечественника Максима Головизина (13-1).
Поднявшись в рейтинге IBF, Цыпко вновь удостоился права поучаствовать в бою-элиминаторе, в котором должен был определиться официальный претендент на титул чемпиона мира. Его соперник, грузин Давид Гогия (18-2), не смог оказать серьёзного сопротивления, и судьи единогласно отдали победу украинскому боксёру.
Несмотря на победу, Цыпко так и не получил чемпионского боя, и в апреле 2009 года ему пришлось участвовать в ещё одном претендентском поединке IBF — на турнире в Монреале он вышел на ринг против мексиканца Либрадо Андраде (27-2) и потерпел поражение единогласным решением.
Планировал вернуться на ринг, но из-за травм вынужден был завершить спортивную карьеру. В общей сложности провёл на профессиональном уровне 26 боёв, из них 22 выиграл (в том числе 12 досрочно), 3 проиграл, один бой был признан несостоявшимся. Занимался тренерской деятельностью.